# 952年
| 千纪： | 1千纪 |
| 世纪： | 9世纪 \| 10世纪 \| 11世纪 |
| 年代： | 920年代 \| 930年代 \| 940年代 \| 950年代 \| 960年代 \| 970年代 \| 980年代                                                                                |
| 年份： | 947年 \| 948年 \| 949年 \| 950年 \| 951年 \| 952年 \| 953年 \| 954年 \| 955年 \| 956年 \| 957年                                                          |
| 纪年： | 壬子年（鼠年）；于阗同慶四十一年；辽應曆二年；南汉乾和十年；后蜀广政十五年；南唐保大十年；大理明德元年；北汉祐五年；后周（吴越、荆南）广顺二年；日本天曆六年 |

## 大事记
- 卡爾比德（英语：Kalbids）軍隊在卡拉布里亞擊敗拜占庭帝國。

## 逝世
- 高行周，媯州懷戎縣人，五代名將，曾參與後漢討杜重威魏州之戰，高懷德之父。
- 日本朱雀天皇